# Medicopter 117
Medicopter es una serie alemana de televisión coproducida en Alemania y Austria entre 1997 y 2002 por RTL y ORF, dirigida por Thomas Nickel que fue retransmitida en 49 países diferentes. La serie apareció por primera vez en la televisión el 11 de enero de 1998 con el episodio «Der Kronzeuge» (testigo principal) y consta de 82 episodios en total.

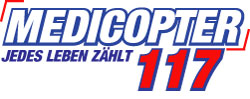

## Argumento
Medicopter se basa en un valiente equipo de médicos de rescate al cual se les presentan muchas misiones, de cualquier tipo, desde sencillos rescates en carretera por accidentes de tráfico al rescate más arriesgado en las montañas.
En la serie aparecen ambos equipos (A y B) cada uno de ellos formado por piloto, médico y enfermero.
En estas situaciones límite saben que unos segundos resultan esenciales y pueden separar la vida de la muerte. Para los protagonistas de Medicopter 117, enfrentarse cara a cara con el riesgo formara parte de la aventura diaria y a veces les acarreará consecuencias personales fatales.
Con los Alpes Austriacos como escenario, Medicopter 117 es una serie que conjuga a la perfección el drama hospitalario con la acción, y hace especial las relaciones personales que tienen sus protagonistas.

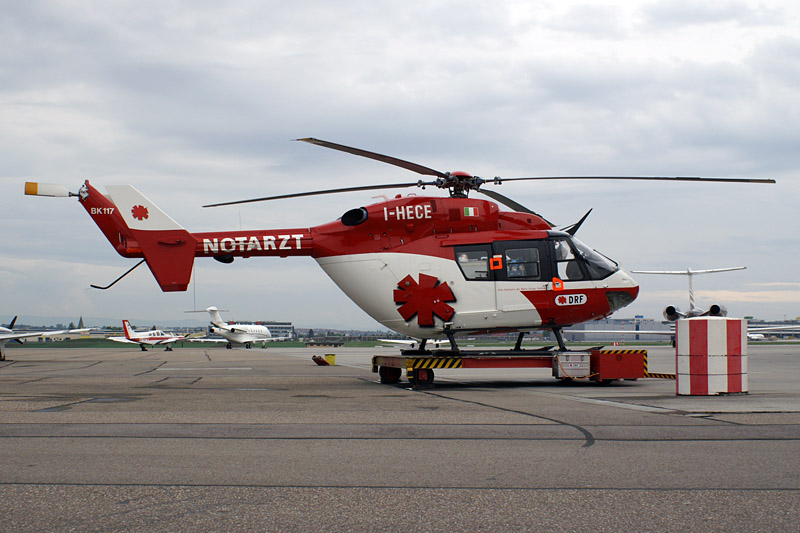
Helicóptero modelo BK-117.

Utilizan un helicóptero modelo BK-117 (por eso 117) de fabricación alemana con matrícula normalmente D-HECE o en algunos casos D-HEOE pintado en colores amarillo y rojo. En los primeros momentos la "O" de la segunda matrícula se convertía en una C para ocultar el cambio de aparato. El único capítulo en el que aparecen ambos helicópteros a la vez es "Secuestrada".

La base está situada en un pueblo Austriaco llamado St. Johan im Pongau (LOSJ). Sus coordenadas son: 47º23'32N 13º13'18E
Actualemte la base pertenece a la empresa austriaca Helicopter Knaus.
El piloto real del aparato es Hans-Jurgen Ostler.

## Elenco y personajes

### Los médicos
- Gabrielle Kollmann (Anja Freese) trabaja como doctora en la central y acompaña a Biggi en los rescates. Atractiva y solvente, mantiene una relación sentimental oculta con uno de sus compañeros de trabajo. A pesar de su alta condición social, disfruta enormemente de su trabajo. Murió tras una explosión en una fábrica en desuso de quemaduras graves y edema pulmonar debido a la toxicidad

- Karin Thaler (Roswitha Meyer) es la nueva doctora del Medicopter, junto a Biggi y Ralf, en la temporada 3.

- Michael Lüdwitz (Rainer Grenkowitz es íntimo amigo de Thomas, pero se ve obligado a abandonar Alemania y se hace el muerto en el programa de protección de testigos porque es buscado por la mafia rusa. Se fue a los Estados Unidos, y luego volvió en uno de los episodios, más tarde como "visitante".

- Mark Harland (Urs Remond) reemplaza al Dr. Michael Lüdwitz después de su "muerte", y tiene una relación con Gina en los últimos episodios

### Los pilotos
- Thomas Wächter (Manfred Stücklschwaiger) es uno de los dos pilotos del Medicopter 117. Trabajó para el Ejército, es arrogante y duro con algunos de sus compañeros, pero en el fondo es una persona sumamente noble y con humor. Atraviesa una complicada situación personal porque su exmujer le impide ver a sus dos hijas tanto como quisiera.

- Biggi Schwerin (Sabine Petzl) es también piloto del helicóptero. Es una mujer muy afable que ama el riesgo y la velocidad. Amiga incondicional de la doctora Gabrielle, tiene absolutamente enamorado a su jefe Frank. Tras un accidente en cual se clavó una piedra en el ombligo, no pudo pilotar más.

- Jens Köster (Hans Heller) sustituye a tomas después de su muerte, un gran piloto que estuvo en el ejército y tiene una hija de 18 años.

- Gina Aigner (Julia Cencig) es la segunda piloto del helicóptero y también mecánico. Mantiene una relación con el doctor Harland.

### Los enfermeros
- Peter Berger (Serge Falck) es el novato de la central y uno de los damnificados por los constantes ataques de Thomas, el rudo piloto con el que trabaja. Estudiante de medicina, trabaja en la central de enfermero para sacar adelante a su novia, embarazada de meses.

- Ralf Staller (Wolfgang Krewe) también es enfermero del Medicopter, junto a Biggi y Grabiella. Tras la muerte de ésta, se va a hacer una nueva vida en EE. UU.

- Florian Lenz (Jo Weil) Joven y ágil, empezó a trabajar en la base tras ayudar seriamente al equipo de Medicopter durante una misión.

- Enrico Contini (Tom Mikulla) Se fue a Italia con Biggi en el hotel de sus padres.

### Otros papeles
- Max (Hanno Pöschl) es el mecánico de la central y el responsable de que todo en el helicóptero funcione correctamente.

- Frank Ebelsider Cada (Axel Pape) es el primer jefe del que dispone la base, con licencia de piloto pero se encarga de la administración de la base de salvamento del Medicopter 117.

- Gunner Eros Höppler (Gilbert von Sohlern) es el segundo administrador de la base después de que Frank Ebelsider se vaya.

- Stella Contini (Edita Malovcic) Es la hermana de Enrico, tuvo un hijo con Peter y se hizo secretaria de la base durante las temporadas 5 y 6.